# Standzeit
Unter Standzeit versteht man
- bei Werkzeugen o. Ä. die Zeit, in der man mit diesen ohne Unterbrechung arbeiten kann, bis erhebliche Verschleißerscheinungen auftreten, die eine Erneuerung, Überholung, Auswechslung o. Ä. erfordern; s. u. Standzeit beim Zerspanen.
- bei Maschinen und technischen Anlagen die Zeit, während der die Maschine oder Anlage nicht arbeiten kann, also stillsteht, beispielsweise bei Wartung, Reinigung o. Ä.[1]
- bei Projektionen den Zeitraum, in dem ein projiziertes Einzelbild (Standbild) sichtbar ist.[2]
- bei einem Katalysator die Dauer seiner Einsetzbarkeit für den Anwender, bei welcher der Katalysator mit hinreichender Aktivität und Selektivität wirtschaftlich betrieben werden kann.

## Standzeit beim Spanen
In der Fertigungstechnik wird die Standzeit T neben dem Standvolumen V dafür verwendet, das Standvermögen einer Werkzeug-Werkstoff-Kombination (Wirkpaar) zu charakterisieren. Die Standzeit bzw. das Standvolumen werden als Standgrößen bezeichnet. Bei der Ermittlung von Standgrößen müssen die Standbedingungen, wie z. B. die Werkzeuggeometrie, der Schneidstoff oder der Werkstoff vorgegeben werden. Des Weiteren ist es notwendig, zu spezifizieren, für welche Standkriterien (Verschleißmarkenbreite, Kolktiefe, …) die Standgröße angegeben wird.
In der DIN-Norm 6583 wird das Standvermögen definiert als „[...] die Fähigkeit eines Wirkpaares (Werkzeug und Werkstück), einen bestimmten Zerspanvorgang durchzustehen“. Somit kann man die Standzeit als die Zeitspanne bezeichnen, in der ein Werkzeug die Fähigkeit besitzt, ein Werkstück zu zerspanen.
Als messbare Werte am Werkzeug werden für Standzeitkriterien die Verschleißmarkenbreite VB, die Kolktiefe KT oder der Kolkmittenabstand KM herangezogen, für die ein bestimmter Grenzwert vorgesehen wird, bei dessen Erreichen das Werkzeug als verschlissen gilt. Die Standbedingungen stellen die Parameter dar, unter denen zerspant wird. Verwendet wird hier die Schnittgeschwindigkeit vc. Die Durchführung eines Verschleiß-Standzeit-Drehversuches ist normiert nach ISO 3685.